# Eremopterix griseus
Eremopterix griseus là một loài chim trong họ Alaudidae.

## Hình ảnh

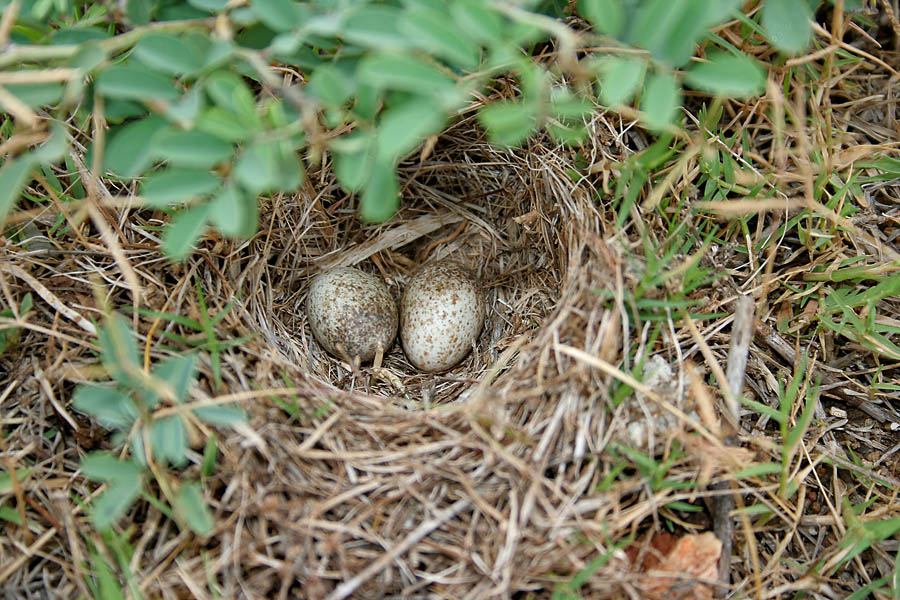
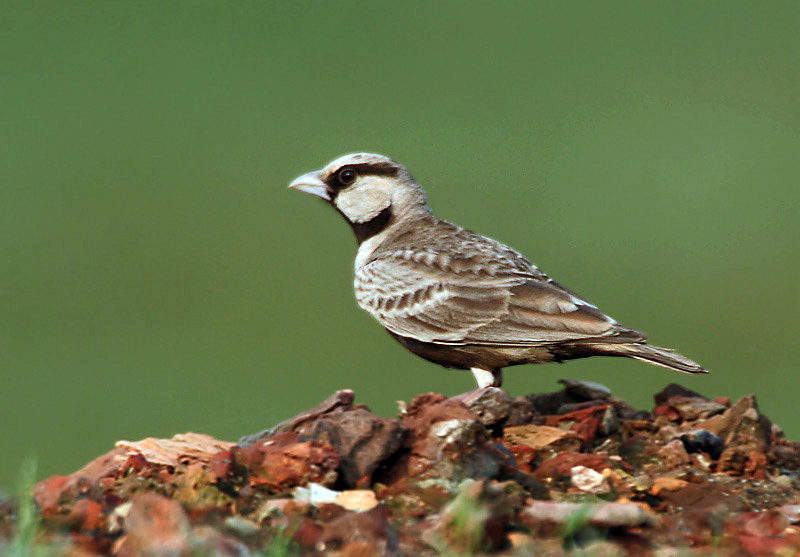
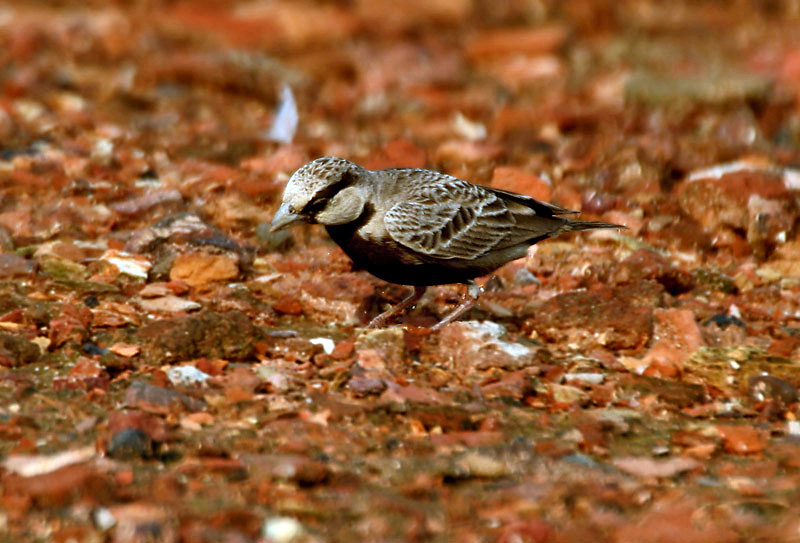
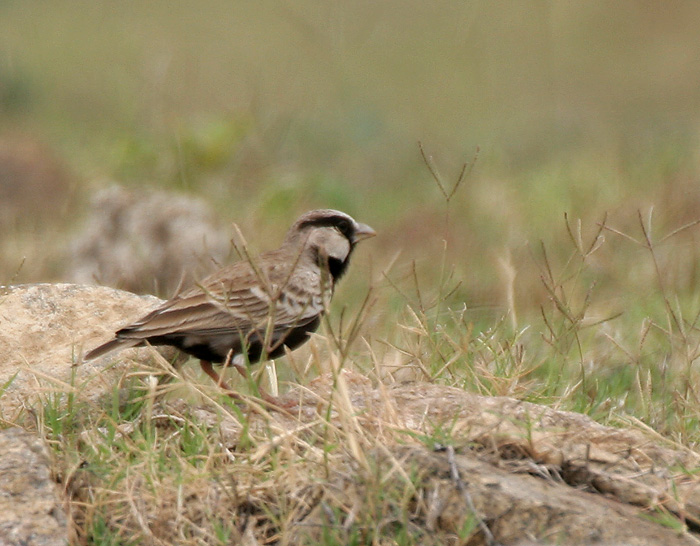